# تالاسيوس

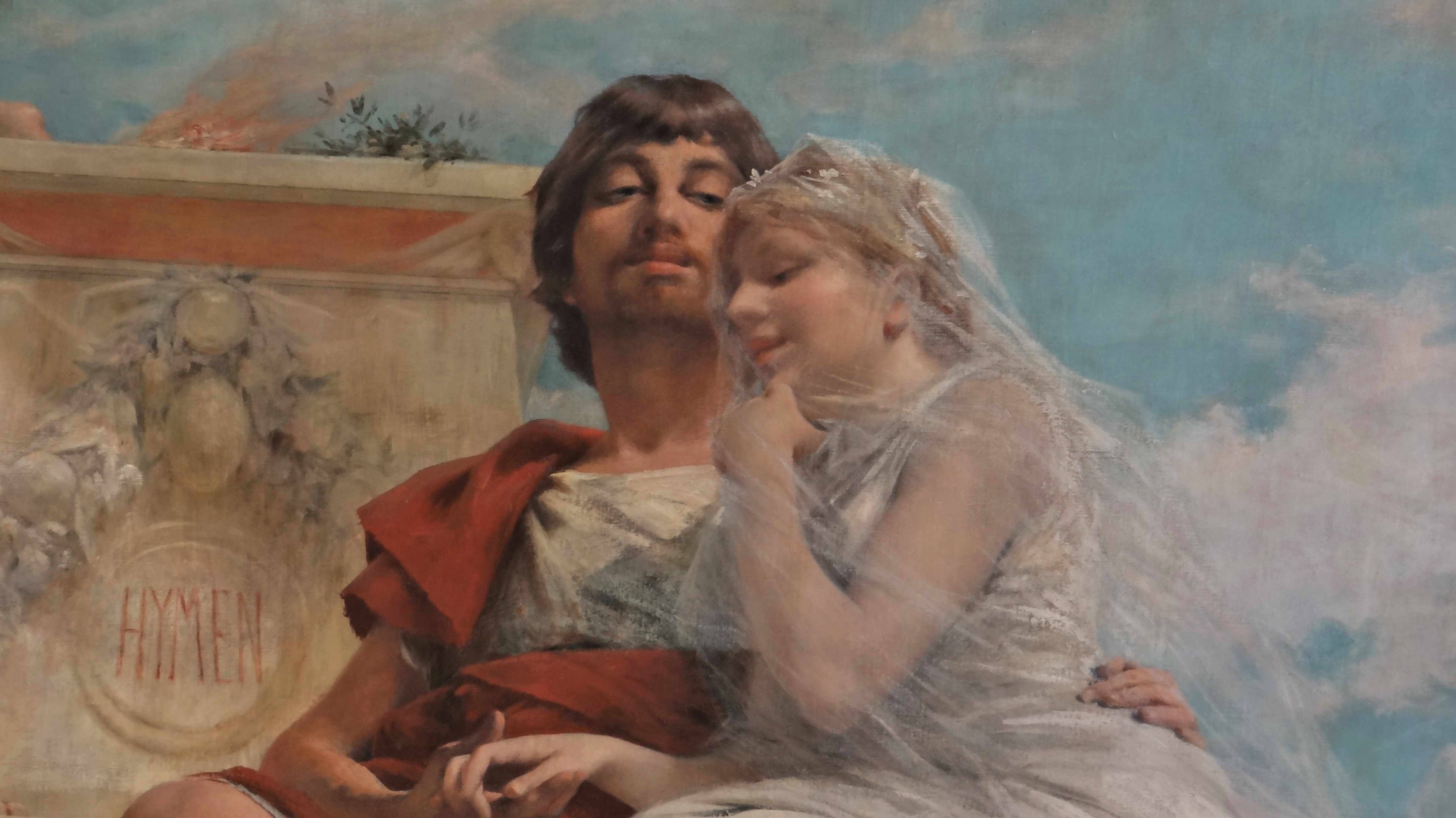
لوحة تمثل تالاسيوس أو هيمين للرسام الفرنسي ثيوبالد شارتران من سنة 1886

تالاسيوس (باللاتينية: Talasius) وعرف أيضاً باسم تالاسيو وثالاسيوس وتالاسو وتالاسوس وهو إله الزواج في الميثولوجيا الرومانية وهو المكافئ للإله هيمين وكان يتم الصلاة له في أثناء الزواج.